# Helga infans
Helga infans är en fjärilsart som beskrevs av Sergius G. Kiriakoff 1962. Helga infans ingår som enda art i släktet Helga och familjen tandspinnare. Inga underarter finns listade i Catalogue of Life.